# Lee Jae-ik
Lee Jae-ik (21 mei 1999) is een Zuid-Koreaans voetballer die in het seizoen 2020/21 door Al-Rayyan wordt uitgeleend aan Antwerp FC. Jae-ik is een verdediger.

## Clubcarrière
Jae-ik begon zijn profcarrière in eigen land bij Gangwon FC. In juli 2019 maakte hij de overstap naar de Qatarese club Al-Rayyan, dat hem een jaar later voor een seizoen uitleende aan Antwerp FC. Mede door blessureleed haalde hij in het seizoen 2020/21 geen enkele keer de wedstrijdselectie bij Antwerp, waarop de aankoopoptie in het huurcontract niet gelicht werd.

## Clubstatistieken
| Seizoen         | Club            | Land                | Competitie         | Competitie | Competitie | Beker | Beker | Supercup | Supercup | Europees | Europees | Totaal | Totaal |
| Seizoen         | Club            | Land                | Competitie         | Wed.       | Dlp.       | Wed.  | Dlp.  | Wed.     | Dlp.     | Wed.     | Dlp.     | Wed.   | Dlp.   |
| --------------- | --------------- | ------------------- | ------------------ | ---------- | ---------- | ----- | ----- | -------- | -------- | -------- | -------- | ------ | ------ |
| 2018            | Gangwon FC      | Vlag van Zuid-Korea | K League 1         | 8          | 0          | 0     | 0     | —        | —        | —        | —        | 8      | 0      |
| 2019            | Gangwon FC      | Vlag van Zuid-Korea | K League 1         | 3          | 0          | 2     | 0     | —        | —        | —        | —        | 5      | 0      |
| 2019/20         | Al-Rayyan       | Vlag van Qatar      | Qatari League      | 10         | 1          | 1     | 0     | —        | —        | 1        | 0        | 12     | 1      |
| 2020/21         | → Antwerp FC    | Vlag van België     | Jupiler Pro League | 0          | 0          | 0     | 0     | [ 3 ]    | [ 3 ]    | 0        | 0        | 0      | 0      |
| Carrière totaal | Carrière totaal | Carrière totaal     | Carrière totaal    | 21         | 1          | 3     | 0     | 0        | 0        | 1        | 0        | 25     | 1      |

Bijgewerkt op 12 mei 2021.

## Interlandcarrière
Jae-ik nam in 2019 met de Zuid-Koreaanse U20 deel aan het WK voetbal onder 20. Hij haalde met zijn land de finale, die hij met 3-1 verloor van Oekraïne. Jae-ik kreeg op dat toernooi elke wedstrijd een basisplaats en werd enkel in de kwartfinale tegen Senegal gewisseld.